# Kościół św. Michała Archanioła w Wierzbniku
Kościół św. Michała Archanioła – rzymskokatolicki kościół parafialny w miejscowości Wierzbnik (powiat brzeski, województwo opolskie). Świątynia należy do parafii św. Michała Archanioła w Wierzbniku w dekanacie Grodków, diecezji opolskiej.
17 lutego 1966 roku pod numerem 1158/66 kościół został wpisany do rejestru zabytków województwa opolskiego.

## Historia kościoła
Pierwsza wzmianka o kościele w Wierzbniku pochodzi z 1387 roku. Fundatorem był właściciel pobliskiej miejscowości Pogorzela. Obecna świątynia została przebudowana w 1766 roku. W prezbiterium zachowała się część gotyckiego muru. W latach 1534–1945 kościół należał do ewangelików. W 1945 roku, po zakończeniu II wojny światowej, budowla wróciła w ręce katolików. W nocy z 3 na 4 maja 1999 roku pożar strawił część zabytkowego wyposażenia kościoła. Wspólną pracą parafian i okolicznej ludności świątynia została odremontowana. 
Świątynia, obok kościoła św. Mikołaja w Brzegu i kościołów w Brzezinie, Zielęcicach, Małujowicach, Łukowicach Brzeskich, Bierzowie, Przylesiu, Obórkach, Krzyżowicach, Jankowicach Wielkich, Pogorzeli, Gierszowicach, Łosiowie, Strzelnikach i Kruszynie, znajduje się na "Szlaku Polichromii Brzeskich". Szlak Polichromii Brzeskich to największe skupisko malowideł w Polsce, które zdobią ściany, stropy i sklepienia kościołów w 18 miejscowościach położonych w okolicach Brzegu. Ich twórcą był malarz nieznanego pochodzenia zwany Mistrzem Brzeskich Pokłonów Trzech Króli.

## Architektura i wnętrze kościoła
Oprócz polichromii zdobiącej wnętrze kościoła do cennych zabytków należą:
- gotyckie reservaculum z przełomu XIV–XV wieku,
- późnogotyckie, obite blachą drzwi z XV wieku,
- renesansowa płyta nagrobna Henryka Wachtela, zmarłego w 1595 roku,
- późnobarokowy ołtarz główny z 1 poł. XVIII wieku,
- prospekt organowy z 1 poł. XVIII wieku,
- późnobarokowa balustrada chóru muzycznego z 2 poł. XVIII wieku,
- późnobarokowa, marmurowa chrzcielnica z 2 poł. XVIII wieku,
- tabernakulum pochodzące z poł. XVIII wieku,
- barokowy konfesjonał wykonany w XVIII wieku,
- 2 klasycystyczne drewniane lichtarze z 1 poł. XIX wieku,
- klasycystyczny ołtarz boczny pod wezwaniem św. Józefa z 1 poł. XIX wieku,
- klasycystyczna ambona z 1 poł. XIX wieku,
- neogotycka lampa z poł. XIX wieku,
- rzeźby św. Jana Nepomucena z końca XVIII wieku, Madonny z XVIII wieku, Jezusa Gorejący Sercem z XIX wieku, Marii z Gorejącym Sercem z XIX wieku, * krucyfiks pochodzący z połowy XIX wieku,
- krzyż procesyjny z XIX wieku,
- obraz św. Michała Archanioła z 1 poł. XVIII wieku,
- zegar słoneczny z 1835 roku,
- oraz wykonany w pracowni A. Seiler'a z Wrocławia witraż pochodzący z około 1890 roku.[2]